# Clostera pigra
Clostera pigra је врста ноћног лептира (мољца) из породице Notodontidae. Врсту је први описао Johann Siegfried Hufnagel 1766. године.

## Распрострањење
Ово је палеарктичка врста која се налази од Европе до Марока на југу и источне Азије на истоку.
У Србији се среће од низијских подручја до висина до 1500 метара надморске висине.

## Опис
Распон крила је 22-27мм. Имаго (одрасла јединка) је тамнобраон до црвенкасто-браон боје и има неколико уских, бледожутих линија на предњим крилима. Велика кестењаста тачка се налази на врху крила. Задња крила су тамносмеђа. Антене су кратке.

## Биологија
Лети од маја до августа у две генерације, у зависности од локације. 
Ларве се хране врстама рода Populus и Salix.

## Синоними
- Pigaera pigra